# Schinnen
Schinnen este o comună și o localitate în provincia Limburg, Țările de Jos. 

## Localități componente
Amstenrade, Doenrade, Oirsbeek, Puth, Schinnen, Sweikhuizen.